# Château-hôtel de Kronberg
Le château de Kronberg (en allemand Schlosshotel Kronberg, ou Schloss Friedrichshof en l'honneur de Frédéric III), est un château situé à Kronberg im Taunus, en Hesse (Allemagne), transformé en hôtel de luxe en 1954. Il est la propriété de la maison de Hesse.

## Histoire
Construit entre 1889 et 1894 par l'architecte Ernst von Ihne dans le style néogothique (inspiré du style Tudor) pour l'impératrice douairière Victoria de Prusse (fille ainée de la reine Victoria du Royaume-Uni), le château porte d'abord le nom de son époux, l'empereur Frédéric III. 
À la mort de l'impératrice en 1901, le château, son mobilier et tout son contenu passent en héritage à la dernière fille de la souveraine, la princesse Marguerite de Prusse, qui s'y installe avec son époux, le landgrave Frédéric-Charles de Hesse-Cassel.
En 1919, après l'exclusion des familles aristocratiques du pouvoir en Allemagne, la maison de Hesse décide de protéger ses biens d'une éventuelle nationalisation, prévue en principe par la constitution de Weimar : en 1928, elle se constitue en fondation, la Hessische Hausstiftung, qui permet de préserver l'intégrité de son héritage. Cette gestion est active jusqu'en 1986 et comprend entre autres le château de Kronberg, qui, contrairement à de nombreux biens de cette famille, n'a pas été vendu.
Après la Seconde Guerre mondiale, en novembre 1945, des soldats américains occupent le château, qui est utilisé comme club d’officiers par les autorités militaires d'occupation. L'un des fils de la princesse Marguerite, le prince Wolfgang, craignant pour la sécurité du patrimoine de la famille, décide de garder les joyaux des Hesse-Cassel, évalués à 250 millions de dollars américains, dans un cellier du château. Le 5 novembre 1945, les joyaux sont volés par la directrice du club, le capitaine Kathleen Nash, avec deux complices, le colonel Jack Durant (son futur époux), et le major David Watson ; ils parviennent à revendre le tout en Suisse. 10 % des joyaux sont récupérés, les autres ont été démembrés, remontés, le métal fondu, les gemmes vendues à la pièce ou retaillées, etc. Les trois officiers sont arrêtés en avril 1951 et condamnés à des peines de prison, allant de trois à quinze ans.
L'essayiste Charles Higham rapporte que le roi George VI chargea Owen Morshead, responsable de la Royal Library au sein de la Royal Collection, de récupérer en mars 1945, dans les archives du château, la correspondance entre la reine Victoria et sa fille, l'impératrice douairière. Après avoir été conservées aux Royal Archives (en) du château de Windsor, ces lettres ont finalement été rendues aux Hesse-Cassel en 1951
En 1954, à la suite du décès de la princesse Marguerite au château, celui-ci est transformé en hôtel de luxe, mais appartient toujours à la maison de Hesse. Une partie de son mobilier et des œuvres d'art qu'il abrite (dont sa bibliothèque) font d'ailleurs partie des collections de l'impératrice douairière. 
Les jardins du palais ont été transformés en un terrain de golf de 18 trous et en un jardin public.